# La Flèche Wallonne 2017
81. edycja wyścigu kolarskiego La Flèche Wallonne odbyła się 19 kwietnia 2017 i liczyła 204,5 km. Start wyścigu miał miejsce w Binche, a meta w Mur de Huy. Wyścig figuruje w rankingu światowym UCI World Tour 2017.

## Uczestnicy
Na starcie wyścigu stanie 25 ekip. Wśród nich znalazło się wszystkie osiemnaście ekip UCI World Tour oraz siedem innych zaproszonych przez organizatorów.
| Numery  | Kod | Drużyna             |
| ------- | --- | ------------------- |
| 1-8     | MOV | Movistar Team       |
| 11-18   | QST | Quick-Step Floors   |
| 21-28   | SKY | Team Sky            |
| 31-38   | WGG | Wanty-Groupe Gobert |
| 41-48   | BMC | BMC Racing Team     |
| 51-58   | ORS | Orica-Scott         |
| 61-68   | UAD | UAE Team Emirates   |
| 71-78   | SUN | Team Sunweb         |
| 81-88   | CDT | Cannondale-Drapac   |
| 91-98   | TLJ | Team LottoNL-Jumbo  |
| 101-108 | COF | Cofidis             |
| 111-118 | LTS | Lotto Soudal        |
| 121-128 | ALM | Ag2r-La Mondiale    |

| Numery  | Kod | Drużyna                      |
| ------- | --- | ---------------------------- |
| 131-138 | AST | Astana Pro Team              |
| 141-148 | DDD | Dimension Data               |
| 151-158 | KAT | Team Katusha-Alpecin         |
| 161-168 | TFS | Trek-Segafredo               |
| 171-178 | BOH | Bora-Hansgrohe               |
| 181-188 | FDJ | FDJ                          |
| 191-198 | TBM | Bahrain-Merida               |
| 201-208 | DEN | Direct Énergie               |
| 211-218 | FVC | Fortuneo-Vital Concept       |
| 221-228 | SVB | Sport Vlaanderen–Baloise     |
| 231-238 | ABS | Aqua Blue Sport              |
| 241-248 | WVA | WB-Veranclassic-Aqua Protect |

## Klasyfikacja generalna
| M-ce | Imię i nazwisko    | Kraj       | Drużyna           | Czas       |
| ---- | ------------------ | ---------- | ----------------- | ---------- |
| 1.   | Alejandro Valverde | Hiszpania  | Movistar Team     | 5h 15' 37" |
| 2.   | Daniel Martin      | Irlandia   | Quick-Step Floors | + 1"       |
| 3.   | Dylan Teuns        | Belgia     | BMC Racing Team   | + 1"       |
| 4.   | Sergio Henao       | Kolumbia   | Team Sky          | + 1"       |
| 5.   | Michael Albasini   | Szwajcaria | Orica-Scott       | + 1"       |
| 6.   | Warren Barguil     | Francja    | Team Sunweb       | + 1"       |
| 7.   | Michał Kwiatkowski | Polska     | Team Sky          | + 1"       |
| 8.   | Rudy Molard        | Francja    | FDJ               | + 1"       |
| 9.   | David Gaudu        | Francja    | FDJ               | + 1"       |
| 10.  | Diego Ulissi       | Włochy     | UAE Team Emirates | + 1"       |
|      |                    |            |                   |            |
| 29.  | Rafał Majka        | Polska     | Bora-Hansgrohe    | + 35"      |
| 119. | Tomasz Marczyński  | Polska     | Lotto Soudal      | + 4' 36"   |
| 123. | Michał Gołaś       | Polska     | Team Sky          | + 5' 51"   |